# Jacques Monod
Jacques Lucien Monod (Paris, 9 de fevereiro de 1910 — Cannes, 31 de maio de 1976) foi um bioquímico francês. que ganhou o Prêmio Nobel de Fisiologia ou Medicina em 1965, compartilhando-o com François Jacob e André Lwoff "por suas descobertas sobre o controle genético da síntese de enzimas e vírus".
Monod e Jacob ficaram famosos por seu trabalho com o operon lac de E. coli, que codifica as proteínas necessárias para o transporte e a quebra da lactose do açúcar (lac). A partir de seu próprio trabalho e do trabalho de outras pessoas, eles criaram um modelo de como os níveis de algumas proteínas em uma célula são controlados. Em seu modelo, a fabricação de proteínas, como as codificadas no operon lac (lactose), é evitada quando um repressor, codificado por um gene regulador, se liga ao seu operador, um local específico na sequência de DNA que está próximo aos genes que codificam as proteínas. (Sabe-se agora que um repressor ligado a um operador bloqueia fisicamente a RNA polimerase de se ligar ao promotor, o local onde começa a transcrição dos genes adjacentes.)
O estudo do controle da expressão de genes no operon lac forneceu o primeiro exemplo de um sistema para a regulação da transcrição. Monod também sugeriu a existência de moléculas de RNA mensageiro que ligam as informações codificadas no DNA e nas proteínas. Por essas contribuições, ele é amplamente considerado um dos fundadores da biologia molecular.

## Carreira e pesquisa
Nos estudos de Monod, ele descobriu que o trabalho do curso estava décadas atrás da ciência biológica atual. Ele aprendeu com outros alunos um pouco mais velhos do que ele, em vez de com o corpo docente. "A George Teissier ele deve uma preferência por descrições quantitativas; André Lwoff o iniciou nos potenciais da microbiologia; a Boris Ephrussi ele deve a descoberta da genética fisiológica, e a Louis Rapkine o conceito de que apenas descrições químicas e moleculares poderiam fornecer uma interpretação completa da função dos organismos vivos".
Antes de seu trabalho de doutorado, Monod passou um ano no laboratório de Thomas Hunt Morgan no Instituto de Tecnologia da Califórnia trabalhando com genética de Drosophila. Esta foi uma verdadeira revelação para ele e provavelmente o influenciou no desenvolvimento de uma concepção genética de bioquímica e metabolismo.
O interesse de Monod pelo operon lac originou-se de sua tese de doutorado, que explorou o crescimento de bactérias em misturas de açúcares e documentou a utilização sequencial de dois ou mais açúcares. Ele cunhou o termo diauxie para denotar as observações frequentes de duas fases distintas de crescimento de bactérias cultivadas em dois açúcares. Ele teorizou sobre o crescimento de culturas bacterianas e promoveu a teoria quimiostática como um poderoso sistema de cultura contínua para investigar a fisiologia bacteriana.
O sistema experimental usado por Jacob e Monod era uma bactéria comum, E. coli, mas o conceito regulatório básico (descrito no artigo do operon Lac) que foi descoberto por Jacob e Monod é fundamental para a regulação celular de todos os organismos. A ideia principal é que a E. coli não se preocupa em desperdiçar energia produzindo essas enzimas se não houver necessidade de metabolizar a lactose, como quando outros açúcares como a glicose estão disponíveis. O tipo de regulação é denominado regulação gênica negativa, pois o operon é inativado por um complexo proteico que é removido na presença de lactose (indução regulatória).
Monod também fez contribuições importantes para o campo da enzimologia com sua proposta de teoria da alosteria em 1965 com Jeffries Wyman (1901-1995) e Jean-Pierre Changeux.
Monod não era apenas um biólogo, mas também um excelente músico e escritor estimado em filosofia da ciência. Ele foi um ativista político e chefe do estado-maior de operações das Forces Françaises de l'Interieur durante a Segunda Guerra Mundial. Em preparação para o desembarque dos Aliados, ele arrumou armas com pára-quedas, bombardeios ferroviários e interceptações de correio.

## Contribuições filosóficas
Em 1971, Monod publicou Chance and Necessity, um livro baseado em uma série de palestras que dera no Pomona College em 1969. O livro é um breve mas influente exame das implicações filosóficas da biologia moderna, escrito para um público geral. Monod reconhece sua ligação com os franceses existencialistas na epígrafe do livro, que cita os parágrafos finais de Camus de O Mito de Sísifo. Ao resumir o progresso recente em várias áreas da biologia, incluindo sua própria pesquisa, Monod destaca as maneiras pelas quais as informações assumem forma física e, portanto, tornam-se capazes de influenciar eventos no mundo. Por exemplo, a informação que permite a uma proteína enzimática "selecionar" apenas um dos vários compostos semelhantes como substrato de uma reação química é codificada na forma tridimensional precisa da enzima; essa forma precisa é ela mesma codificada pela sequência linear de aminoácidos que constituem a proteína; e essa sequência particular de aminoácidos é codificada pela sequência de nucleotídeos no gene para aquela enzima.
No título do livro, "necessidade" se refere ao fato de que a enzima deve agir como ele age, catalisando uma reação com um substrato, mas não com outro, de acordo com as restrições impostas por sua estrutura. Embora a enzima em si não possa ser dita de nenhuma forma significativa para ter uma escolha sobre sua atividade, o impulso da pesquisa ganhadora do Prêmio Nobel de Jacob e Monod era mostrar como uma célula bacteriana pode "escolher" realizar ou não a reação catalisada pela enzima. Como explica Monod, uma maneira pela qual a célula pode fazer essa escolha é sintetizando a enzima ou não, em resposta ao seu ambiente químico. No entanto, a escolha de síntese / não síntese, por sua vez, é governada pelas interações bioquímicas necessárias entre uma proteína repressora, o gene para a enzima e o substrato da enzima, que interagem para que o resultado (síntese enzimática ou não) difira de acordo com a composição variável do ambiente químico da célula. A organização hierárquica e modular desse sistema implica claramente que podem existir elementos regulatórios adicionais que governam, são governados por ou de outra forma interagem com qualquer determinado conjunto de componentes regulatórios. Como, em geral, a atividade bacteriana resultante desses circuitos reguladores está de acordo com o que é benéfico para a sobrevivência da célula bacteriana naquele momento, a bactéria como um todo pode ser descrita como fazendo escolhas racionais, mesmo que os componentes bacterianos envolvidos na decidir se fazer uma enzima (repressor, gene e substrato) não tem mais escolha sobre suas atividades do que a própria enzima. a organização modular desse sistema implica claramente que podem existir elementos regulatórios adicionais que governam, são governados ou de outra forma interagem com qualquer conjunto de componentes regulatórios. Como, em geral, a atividade bacteriana resultante desses circuitos reguladores está de acordo com o que é benéfico para a sobrevivência da célula bacteriana naquele momento, a bactéria como um todo pode ser descrita como fazendo escolhas racionais, mesmo que os componentes bacterianos envolvidos na decidir se fazer uma enzima (repressor, gene e substrato) não tem mais escolha sobre suas atividades do que a própria enzima. a organização modular desse sistema implica claramente que podem existir elementos regulatórios adicionais que governam, são governados ou de outra forma interagem com qualquer conjunto de componentes regulatórios. Como, em geral, a atividade bacteriana resultante desses circuitos reguladores está de acordo com o que é benéfico para a sobrevivência da célula bacteriana naquele momento, a bactéria como um todo pode ser descrita como fazendo escolhas racionais, mesmo que os componentes bacterianos envolvidos na decidir se fazer uma enzima (repressor, gene e substrato) não tem mais escolha sobre suas atividades do que a própria enzima.
Monod mostra um paradigma de como a escolha em um nível de organização biológica (atividade metabólica) é gerada por interações necessárias (sem escolha) em outro nível (regulação gênica); a capacidade de escolher surge de um sistema complexo de ciclos de feedback que conectam essas interações. Ele prossegue explicando como a capacidade dos sistemas biológicos de reter informações, combinada com variações ao acaso durante a replicação da informação (isto é, mutações genéticas) que são individualmente raras, mas comuns em agregados, leva à preservação diferencial das informações que são mais bem-sucedidas em se manter e se replicar. Monod escreve que esse processo, agindo por longos períodos de tempo, é uma explicação suficiente (na verdade, a única explicação plausível) para a complexidade e atividade teleonômica da biosfera. Consequentemente, os efeitos combinados do acaso e da necessidade, que são passíveis de investigação científica, são responsáveis por nossa existência e pelo universo que habitamos, sem a necessidade de invocar explicações místicas, sobrenaturais ou religiosas.
Embora reconheça a provável origem evolucionária de uma necessidade humana de mitos explicativos, no capítulo final de Acaso e necessidade Monod defende uma visão de mundo científica objetiva (portanto sem valor) como um guia para avaliar a verdade. Ele descreve isso como uma "ética do conhecimento" que rompe as ontologias filosóficas, mitológicas e religiosas mais antigas, que afirmam fornecer valores éticos e um padrão para julgar a verdade. Para Monod, avaliar a verdade separada de qualquer juízo de valor é o que liberta os seres humanos para agir de forma autêntica, exigindo que escolhamos valores éticos que motivam suas ações. Ele conclui que "o homem finalmente sabe que está sozinho na imensidão insensível do universo, do qual ele emergiu apenas por acaso. Seu destino não está explicado em lugar nenhum, nem é seu dever. O reino acima ou as trevas abaixo: é é para ele escolher". Embora aparentemente desolador, em comparação com os conceitos de que a humanidade pertence a algum processo universal inevitável, ou que um Deus benevolente nos criou e nos protege, uma aceitação da avaliação científica descrita na primeira parte da citação é, para Monod, única base possível de uma vida humana autêntica e ética. É razoável concluir que o próprio Monod não considerou essa posição desoladora; a citação que ele escolheu de Camus para apresentar o acaso e a necessidade termina com a frase: "É preciso imaginar Sísifo feliz".
Em 1973, Jacques Monod foi um dos signatários do Manifesto Humanista II.
O sociólogo Howard L. Kaye sugeriu que Monod falhou em sua tentativa de banir "a mente e o propósito do fenômeno da vida" em nome da ciência. Pode ser mais correto sugerir que Monod procurou incluir a mente e o propósito dentro do campo de ação da investigação científica, em vez de atribuí-los a causas sobrenaturais ou divinas. Embora Monod não trate explicitamente da mente ou da consciência, sua pesquisa científica demonstrou que a biologia inclui ciclos de feedback que governam os sistemas interativos de reações bioquímicas, de modo que o sistema como um todo pode ser descrito como tendo um propósito e fazendo escolhas. Os escritos filosóficos de Monod indicam que ele reconheceu a implicação de que tais sistemas poderiam surgir e ser elaborados pela evolução por meio da seleção natural. A importância do trabalho de Monod como uma ponte entre o acaso e a necessidade da evolução e da bioquímica, por um lado, e o reino humano da escolha e da ética, por outro, pode ser avaliada por sua influência sobre filósofos, biólogos e cientistas da computação como Daniel Dennett, Douglas Hofstadter, Marvin Minsky e Richard Dawkins.

## Prêmios e homenagens
Além de compartilhar o Prêmio Nobel, Monod também recebeu a Légion d'honneur e foi eleito membro estrangeiro da Royal Society em 1968.

## Vida pessoal
Monod nasceu em Paris, filho de uma mãe americana de Milwaukee, Charlotte (Sharlie) MacGregor Todd, e de um pai huguenote francês, Lucien Monod, que era um pintor e o inspirou artística e intelectualmente. Ele frequentou o lycée em Cannes até os 18 anos. Em outubro de 1928, ele começou seus estudos em biologia na Sorbonne. Durante a Segunda Guerra Mundial, Monod foi ativo na Resistência Francesa, tornando-se o chefe do Estado-Maior das Forças do Interior da França. Ele foi um Chevalier na Légion d'Honneur (1945) e recebeu a Croix de Guerre (1945) e a Medalha de Estrela de Bronze americana.
Em 1938 ele se casou com Odette Bruhl (falecido em 1972).
Jacques Monod morreu de leucemia em 1976 e foi enterrado no Cimetière du Grand Jas em Cannes, na Riviera Francesa.

## Citações
- "O primeiro postulado científico é a objetividade da natureza: a natureza não tem nenhuma intenção ou objetivo."[24]
- "Qualquer coisa considerada verdadeira para a E. coli também deve ser verdadeira para os elefantes."[25]
- "O universo não está grávido de vida, nem a biosfera do homem... O homem finalmente sabe que está sozinho na insensível imensidão do universo, do qual emergiu apenas por acaso. Seu destino não foi explicado em lugar nenhum, nem é o seu dever. O reino acima ou as trevas abaixo: cabe a ele escolher."[26]